# Satelitska država
Satelitska država je izraz (u pravilu pogrdan), kojim se opisuje država koja je u formalnom smislu neovisna i suverena, ali se u stvarnosti nalazi pod dominacijom, odnosno posrednom vlašću druge, jače države. Izraz je stvoren po analogiji sa satelitima koji nikako ne mogu pobjeći od gravitacijske sile većeg nebeskog tijela. Kao alternativa se koristi i izraz klijentska država, koji vuče analogija iz odnosa pojedinaca u ljudskim društvima - pokrovitelja (patrona) i klijenta.
Iako su kroz povijest postojali brojni primjeri satelitskih država, izraza se uvriježilo tek u 20. stoljeću u propagandne svrhe. Tako su za vrijeme drugog svjetskog rata Sovjeti države Sila Osovina u savezu s nacističkom Njemačkom nazivali Hitlerovim satelitima, nastojeći, između ostalog, potaknuti nacionalističku reakciju tamošnje javnosti kako bi se srušili pro-osovinski režimi. Nakon drugog svjetskog rata, za vrijeme hladnog rata, za pro-sovjetske države, odnosno članice Istočnog bloka (Varšavski pakt, SEV) su se u zapadnoj propagandi koristili izrazi sovjetski sateliti.
Izraz se rabi i danas prije svega za države i režime za koje se tvrdi da bi bez vojne prisutnosti i/ili snažne ekonomske pomoći druge države nestale.